# Mai dire Domenica/Lunedì/Martedì
Mai dire domenica è stato un programma televisivo condotto in diretta dalla Gialappa's Band e il Mago Forest in onda dal 27 gennaio 2002 al 2 maggio 2004 alle 20:30 in prima serata su Italia 1. Le puntate, come si deduce dal nome della trasmissione, andavano in onda alla domenica.

## Storia
Il programma è l'erede di Mai dire Gol, terminato nel febbraio 2001. Viene ripreso in modo massiccio il format usato nella seconda edizione di Mai dire Grande Fratello grazie anche al ritorno di molti comici e dei loro personaggi di quell'edizione. Ogni edizione si concludeva con un'ora, invece nell'ultima di due ore.

### Edizioni

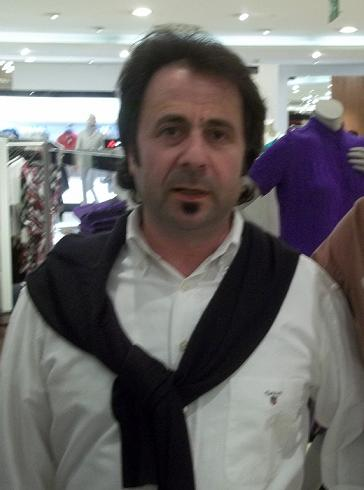
Mago Forest

- La prima edizione è cominciata il 27 gennaio e si è conclusa il 21 aprile 2002 con una puntata riassuntiva dal titolo Il meglio di Mai dire domenica.
- La seconda edizione è cominciata il 22 settembre 2002 con una puntata di anteprima chiamata Aspettando Mai dire domenica mentre le regolari puntate sono iniziate il 6 ottobre, l'edizione si è conclusa l'8 dicembre 2002.
- La terza edizione è cominciata il 2 febbraio e si è conclusa il 4 maggio 2003.
- La quarta edizione è cominciata il 5 ottobre e si è conclusa il 30 novembre 2003.
- La quinta edizione è cominciata il 1º febbraio e si è conclusa il 2 maggio 2004.

### Contenuti
Il programma, della durata di sessanta minuti, è un concentrato di sketches classici stile Mai dire Gol oltre a qualche filmato sul calcio e lo sport in generale, non senza qualche sketch sul Grande Fratello (questi sketch erano però caratteristica soprattutto del programma autunnale). Vengono ampiamente ripresi molti personaggi già apparsi nella seconda edizione di Mai dire Grande Fratello come MedioMan, l'ingegner Cane, Olmo, l'aspirante "iena" e inviato di Striscia la notizia Bum Bum Picozza oltre all'imitazione di Carlo Lucarelli a opera di Fabio De Luigi e il Ministro Moratti, la Cortelletti, Vanette a opera di Paola Cortellesi. Nel programma tornano gli stacchetti delle Letteronze (fra cui: Gloria Anselmi, Cosmanna Ardillo, Silvia Calabrò, Andrea Delogu, Giulia Olivetti, Valeria Sonzogni, Eleonora Rossi, Monica Somma, Federica Ridolfi, Barbara Matera, Barbara Petrillo, Serena De Lorenzis e Elisabetta Liberale).
Nell'ultima edizione fa il suo esordio il comico Marcello Cesena, che si renderà protagonista di diversi siparietti comici prodotti in proprio. Altri comici che parteciparono alla trasmissione furono Neri Marcorè, Lucia Ocone, Gabriella Germani, Giobbe Covatta, Natalino Balasso, Ficarra e Picone, Luciana Littizzetto e Giovanni Esposito oltre ai ritorni di Antonio Albanese (solo per qualche puntata) e di Aldo Giovanni e Giacomo. Gli spettatori da casa, inoltre, potevano creare filmati divertenti da mandare in trasmissione: in una puntata venne trasmesso il video Starfinger (parodia di Star Trek) e, a distanza di anni, si scoprì che l'autore del video era CarlettoFX, frontman della band Rock-demenziale Gem Boy.

## Mai dire Lunedì
Quando il format-tipo di Mai dire domenica fu spostato il giorno successivo in prima serata, la trasmissione assunse il nome di Mai dire lunedì, in onda per l'appunto ogni lunedì in diretta intorno alle 21:00 per due ore circa in prima serata sempre su Italia 1 dall'11 aprile al 28 novembre 2005 con la conduzione della Gialappa's Band e del Mago Forest.
Andarono in onda due edizioni, la prima iniziata l'11 aprile e terminata il 30 maggio 2005 e la seconda cominciata il 19 settembre con una puntata di introduzione chiamata Mai dire lunedì - Anteprima (nome utilizzato anche per le successive prime parti delle puntate della stagione seguente) e terminata il 28 novembre 2005.
Vennero introdotte fiction surreali e demenziali come Sensualità a corte e Don Babbeo (parodia di Don Matteo) di Marcello Cesena (il quale compare anche nella caricatura di Camilla Parker Bowles), la "pièce" Tua Sorella di Nuzzo e Di Biase, o venivano proposti comizi capeggiati da Cetto La Qualunque (alias Antonio Albanese). Fa la sua comparsa la prima serie di trailer cinematografici Speciale cinema (in piena storpiatura e parodia) di Maccio Capatonda, ormai divenuti un cult, prodotti però da una società esterna a Mediaset, ovvero la milanese Short-Cut. La trasmissione lanciò nuovi comici come Giovanni Cacioppo pur confermando nomi quali Giobbe Covatta, Natalino Balasso, Fabio De Luigi, Marcello Cesena, Lucia Ocone, Ubaldo Pantani, Gabriella Germani e Corrado Nuzzo e Maria Di Biase. Nella seconda edizione tornò anche Paola Cortellesi.

## Mai dire Martedì
Nel 2007 la Gialappa's Band, dopo Mai dire Reality, mantiene il martedì come giorno di messa in onda, Mai dire Lunedì diventa dunque Mai dire Martedì, in onda per l'appunto ogni martedì in diretta con la confermata conduzione del trio e del Mago Forest, dal 23 gennaio 2007 al 24 giugno 2008.

### Prima edizione
Iniziò il 23 gennaio e terminò il 3 aprile 2007. Il programma andava in onda in prima serata dalle 21:00 alle 23:00. Tra il cast compaiono, Marcello Cesena (con le nuove puntate di Sensualità a corte e la nuova serie Dr. House, una micro fiction parodica della serie televisiva Dr. House - Medical Division anche con Francesca Faiella che interpreta Cameron, una giovane e svampita dottoressa, Fabrizio Lo Presti che interpreta Foreman, un medico nero con i capelli ricci, Marcella Silvestri che interpreta Cuddie, l'amministratore delegato dell'ospedale) oltre a Giovanni Cacioppo, la coppia Nuzzo-Di Biase, Ubaldo Pantani, Paola Minaccioni, Federica Cifola e Virginia Raffaele e il ritorno di Fabio De Luigi e Caterina Guzzanti. Tornano anche Maccio Capatonda e la Short-Cut con una serie di nuovi sketch, tra cui il cantante Mariottide oltre agli spot dei kit fai-da-te delle Edizioni del Bradipo con Pippo Lorusso. Ritornano Emilio Gatto ed Alessandro Cantarella con la sit-com Ormoni e Neuroni, una divertente visione della vita vista dall'emisfero emotivo e dall'emisfero razionale. Scompaiono invece i filmati riguardanti il calcio e lo sport in generale.

### Seconda edizione
Iniziò il 25 marzo e terminò il 24 giugno 2008. Il programma andava in onda in seconda serata dalle 22:10 alle 23:50. Confermato alla conduzione il Mago Forest, e nel cast Marcello Cesena, Maccio Capatonda con l'esordio della coppia comica Gigi e Ross e di Fabrizio Casalino. Le novità dell'edizione sono lo studio ambientato in un terminal dell'aeroporto e il gruppo musicale all'interno del programma, che per la prima volta suona dal vivo sia la sigla iniziale che i numerosi stacchetti durante la puntata: i musicisti uomini cantano e suonano tutti la chitarra mentre tra le donne abbiamo una flautista, una sassofonista, una violinista, una pianista e Inna, sensuale ragazza russa che sa suonare solo il triangolo, mentre invece scompaiono le letteronze.
Le nuove imitazioni stavolta prendono di mira Giovanni Allevi, gli Zero Assoluto, Mario Biondi, Gigi D'Alessio, Gianluca Grignani, Amy Winehouse, Filippo Inzaghi, Tiziano Ferro che spesso duetta, farfugliando il testo, con l'ospite della serata, alcuni concorrenti della contemporanea edizione del Grande Fratello e la caricatura del quiz notturno The Box Game. Non mancano la rubrica Trailer (erede di Speciale cinema) di Maccio Capatonda, la fiction L'ottavo sigillo dove Antonio (Alessandro Cantarella) gioca a scacchi con la morte (Emilio Gatto), e gli spot, creati da Walter Fontana, di una fantomatica agenzia di scommesse (Bet and Wait, con chiara allusione alla ben nota Bwin). La decima e ultima puntata del 3 giugno 2008 venne rinviata al 24 giugno per un lutto che colpì la redazione.